# 臺灣平盲蝽
臺灣平盲蝽（学名：Zanchius formosanus）为盲蝽科平盲蝽屬下的一个种。其种加词“formosanus”意为“台湾的”。